# 达兰 (摩泽尔省)
达兰（法語：Dalhain，法語發音：[dalɛ̃]）是法国摩泽尔省的一个市镇，属于萨尔堡-萨兰堡区。

## 地理
达兰（48°53'20"N, 6°33'39"E）面积4.83 平方千米，位于法国大東部大區摩泽尔省，该省份为法国东北部内陆省份，是洛林的一部分，西南接默尔特-摩泽尔省，东临下莱茵省，北与卢森堡和德国接壤。
与达兰接壤的市镇（或旧市镇、城区）包括：贝朗日、布雷安、比利永库尔、布雷安堡、阿布当日、瓦讷库尔。

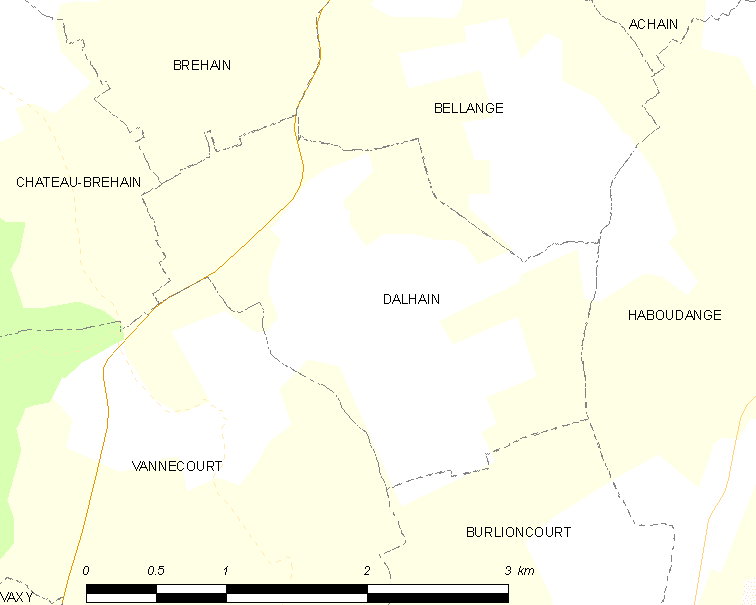
的OSM定位图

达兰的时区为UTC+01:00、UTC+02:00（夏令时）。

## 行政
达兰的邮政编码为57340，INSEE市镇编码为57166。

## 政治
达兰所属的省级选区为索努瓦县。

## 人口

1962-2008年间人口变化图示

达兰于2022年1月1日时的人口数量为98人。